# Leubsdorf (Nadrenia-Palatynat)
Leubsdorf – miejscowość i gmina w zachodnich Niemczech, w kraju związkowym Nadrenia-Palatynat, w powiecie Neuwied, wchodzi w skład gminy związkowej Linz am Rhein.